# 이치노촌
이치노촌(일본어: 市野村)은 일본 시즈오카현 나가카미군·하마나군에 설치되었던 촌이다. 현재의 하마마쓰시 주오구 중부에 해당한다.

## 역사
- 1889년 4월 1일 - 정촌제 시행에 의해 나가카미군 이치노촌이 성립하였다.
- 1896년 4월 1일 - 군제 시행에 의해 하마나군 이치노촌이 되었다.
- 1927년 2월 1일 - 덴노촌과 합병해, 나가카미촌이 성립하여, 동일 이치노촌은 폐지되었다.
- 1954년 3월 31일 - 나가카미촌이 하마마쓰시에 편입되었다.
- 2007년 4월 1일 - 하마마쓰시가 정령지정도시로 이행되어 구촌은 히가시구가 되었다.
- 2024년 1월 1일 - 히가시구가 행정구역 개편에 수반해 구촌은 주오구가 되었다.

## 교통

### 철도
인접한 사쿠시촌 본촌과의 경계 부근에 엔슈 철도 철도선 엔슈시장역(현 자동차학교 앞역)이 위치한다.

### 도로
현재는 도메이 고속도로 하마마쓰 나들목이 위치해 있지만, 당시에는 미개통 상태였다.

## 참고문헌
- 가도카와 일본 지명 대사전 22 静岡県